# Episodi di Not Me
La prima stagione della serie televisiva Not Me è stata trasmessa in prima visione in Thailandia da GMMTV dal 21 dicembre 2021 al 20 marzo 2022. In Italia la stagione è inedita.

## Prima puntata
- Diretto da: Anucha Boonyawatana
- Scritto da: Anucha Boonyawatana, Sureechay Kaewses, Rittikrai Kanjanawiphu

### Trama
Flashback: White e Black, fratelli gemelli, si sfidano a una gara di nuoto in piscina, mentre il loro amico Todd li cronometra. Black vince e White vorrebbe la rivincita ma Black decide di uscire e andare alle docce. White decide allora di sfidare Todd ma, durante la gara, ha un crampo e rischia di affogare. Nello stesso momento, anche Black rischia di affogare pur trovandosi sulla terra ferma. White viene salvato ed entrambi i gemelli rinvengono. I genitori dei gemelli litigano e usano questo incidente per separare i due.
Presente: sono passati 10 anni, White è stato costretto a trasferirsi in Russia e da allora ha smesso di sentire il suo legame con Black. Ora che si è laureato in relazioni internazionali, White deve tornare in Thailandia e diventare un diplomatico come il padre. La ragazza di White non crede nelle relazioni a distanza perciò i due decidono di lasciarsi. Di nuovo in Thailandia, torna alla casa d'infanzia, dove lo aspetta il padre, e si ricorda di quando lui e Black erano piccoli. White chiede del fratello ma il padre risponde di dimenticarsi di lui. Quella sera i due cenano con degli amici del padre che tranquillizzano White sull'esame che dovrà tenere la settimana successiva per entrare al Ministero. Nel frattempo Black sta cercando di scappare da degli uomini che lo inseguono ma viene raggiunto e picchiato. White, a cena, inizia a sentirsi male e sviene.
Più tardi, all'ospedale, White si è ripreso e riceve una telefonata da Todd, il suo vecchio amico d'infanzia, che gli spiega che Black è finito in coma. Todd chiede a White di incontrarlo all'ospedale e, una volta lì, gli spiega che Black aveva tagliato i rapporti con la madre e iniziato a frequentare una brutta compagnia. Secondo Todd ad averlo fatto finire in coma deve essere stato uno dei suoi nuovi amici. White si ricorda quando da bambini Black gli aveva fatto promettere di lottare contro i bulli e non lasciare che nessuno si approfitti di lui. White decide quindi di fingersi Black per scoprire chi l'ha ferito e mandarlo in prigione. Con l'aiuto di Todd scopre dove abita Black, la sua università e la gang di cui fa parte.
Il giorno seguente si presenta all'università e incontra Gram, uno dei sospettati e compagno di corso di Black. Rischia di essere scoperto numerose volte ma riesce a scamparla. Dopo le lezioni, White e Gram si presentano al garage, luogo di ritrovo della gang. Lì White incontra anche gli altri due sospettati: Yok, studente di belle arti, e Sean, studente di scienze politiche. Nessuno dei due sembra andare d'accordo con Black, meno di tutti Sean. A un certo punto arriva Gumpa, il proprietario del garage, che dice ai ragazzi di prepararsi. Il gruppo inizia a parlare di un piano e White scopre che hanno intenzione di dar fuoco alla casa di Tawi, uomo d'affari ricco e potente.
- Guest star: Kid Suakid Meedet (White da bambino), Kien Suakien Meedet (Black da bambino), Three-d Natpharit Chokrussameesiri (White e Black da ragazzi), Chokchai Charoensuk (Adul Pothiyakorn, padre dei gemelli), Dujdao Vadhanapakorn (Methinee, madre dei gemelli).
- Ascolti: 0.143%
- Votazione IMDb: 9 (media pesata), 9.8 (media aritmetica), 10 (moda).
- Votazione MyDramaList: 8.9

## Seconda puntata
- Diretto da: Anucha Boonyawatana
- Scritto da: Anucha Boonyawatana, Sureechay Kaewses, Rittikrai Kanjanawiphu

### Trama
La gang si dirige verso casa di Tawi, al momento disabitata, e White si trova in difficoltà. Chiama Todd in segreto per chiedere aiuto su cosa fare ma Todd gli ricorda di star fingendo di essere Black e dover reggere il gioco. Una volta alla casa, Sean prende in mano la situazione e ordina agli altri di spargere la benzina. All'insaputa dei ragazzi, all'interno della casa si trova anche un misterioso ragazzo che dipinge un murale di protesta, firmandosi UNAR. La gang appicca l'incendio e inizia a scappare, ma White si rende conto che qualcuno è rimasto intrappolato e rientra per salvarlo. Sean torna indietro per salvare quello che crede essere Black e Yok salva il ragazzo misterioso. White annuncia di voler lasciare la gang per aver rischiato di morire e Sean gli ricorda che l'incendio è stata una sua idea. Gram interrompe la tensione tra i due e decide di riportare "Black" a casa. Per strada ricorda quando Black gli ha insegnato ad andare in moto per la prima volta.
Il mattino successivo, Sean legge un articolo sull'incendio e chiede alla sua amica Namo se per lei quelle persone siano eroi o giustizieri. White invece si presenta all'esame scritto per entrare al Ministero e incontra un ragazzo che gli copre una macchia sulla camicia. A lezione Yok continua a pensare al ragazzo che ha salvato la notte precedente e lo disegna per sbaglio. Al garage, Sean e Gumpa parlano di Black e Sean si preoccupa che voglia veramente lasciare la gang. White nel frattempo torna a casa di Black ma ha un malore temporaneo quando il fratello ha un arresto cardiaco in ospedale. Sean si presenta a casa di Black per convincerlo a non lasciare la gang che lui stesso ha creato.
White si vede con Todd per imparare a guidare la moto di Black e Todd gli ricorda che se vuole fingersi il gemello non deve mostrare paura né esitare di fronte a nulla. Sulla strada del ritorno, White incontra Sean che lo sfida in una gara per chi arriva prima al garage. White accetta.
- Ascolti: 0.092%
- Votazione IMDb: 9 (media pesata), 9.8 (media aritmetica), 10 (moda).
- Votazione MyDramaList: 8.9

## Terza puntata
- Diretto da: Anucha Boonyawatana
- Scritto da: Anucha Boonyawatana, Sureechay Kaewses, Rittikrai Kanjanawiphu

### Trama
White vince la sfida e come premio decide di dare un colpetto sulla fronte a Sean e poi andarsene. Quella sera si rimette i suoi vestiti e torna a casa, dove il padre lo aspetta per festeggiare di aver passato il suo esame. White gli chiede come faccia a sapere che è passato dato che i risultati non sono ancora usciti, ma il padre risponde che è stato un suo amico del Ministero a dargli la notizia. Adul spiega al figlio che non deve preoccuparsi per la parte orale, in quanto possiede tutte le caratteristiche che cercano, deve soltanto stare attento a non causare problemi.
Yok continua a cercare il ragazzo che ha salvato e, grazie a Namo, scopre che UNAR è un artista di strada molto famoso ma di cui nessuno conosce la vera identità. Yok torna a casa e scopre che sua madre è stata licenziata perché sorda. Vorrebbe fare causa al datore di lavoro ma la madre lo convince a lasciar perdere, cercherà un nuovo lavoro. White si presenta all'esame orale e, mentre aspetta il suo turno, incontra di nuovo il ragazzo che lo aveva aiutato con la macchia. Mentre parlano White si rende conto che il suo cognome gli assicura privilegi che ad altri sono preclusi. Inizia l'esame orale e White scopre che il suo esaminatore è l'amico del padre con cui è andato a cena la settimana precedente.
Al garage, Sean decide di volersi allenare contro Black e lo mette al tappeto. Gumpa si insospettisce e chiama Black da parte per insegnarli a sparare e si rende conto che ha le mani morbide senza calli. Gumpa si presenta e gli propone di rimanere a vivere al garage per tornare in forma. Quella sera White litiga con il padre per via del suo esame: il padre è arrabbiato perché White ha dato una risposta esatta ma troppo sovversiva, mentre White è arrabbiato perché ha superato l'esame solo per nepotismo. White fugge di casa e accetta la proposta di Gumpa di vivere al garage.
UNAR completa un nuovo murale e ne pubblica l'immagine sui social. Yok lo vede e riconosce subito il luogo perciò decide di andare a cercarlo. Lo trova vicino al dipinto e decide di inseguirlo. I due arrivano in una zona abbandonata dove UNAR punta una pistola contro Yok e lo avverte di stargli alla larga. Al garage, White e Sean sono costretti a condividere la stanza e nessuno dei due è felice al riguardo. Nel mezzo della notte, White prova a frugare tra le cose di Sean alla ricerca di prove ma non trova nulla.
- Guest star: Chokchai Charoensuk (Adul Pothiyakorn, padre dei gemelli).
- Ascolti: 0.101%
- Votazione IMDb: 9 (media pesata), 9.8 (media aritmetica), 10 (moda).
- Votazione MyDramaList: 9

## Quarta puntata
- Diretto da: Anucha Boonyawatana
- Scritto da: Anucha Boonyawatana, Sureechay Kaewses, Rittikrai Kanjanawiphu

### Trama
Nel mezzo della notte, Sean ha un incubo e inizia a piangere nel sonno. White tenta di svegliarlo ma non ci riesce, Sean lo afferra e i due dormono abbracciati. Il mattino seguente Sean si imbarazza per quello che ha fatto ma improvvisamente viene lanciato un lacrimogeno nella stanza. White afferra Sean e lo porta in salvo ma, una volta fuori, scoprono che era tutto parte del piano di Gumpa per allenarli. L'accaduto fa tuttavia insospettire Sean che si ricorda della loro prima missione quando Black l'aveva abbandonato nel momento del bisogno.
Yok controlla i social di UNAR e si rende conto che il ragazzo l'ha dipinto in uno dei suoi ultimi murales. White controlla il cellulare di Black e trova il contatto di una ragazza con cui Black sembrava avere un rapporto intimo. Scrivendo a Gram, scopre che è Eugene, ex ragazza di Black con cui si era recentemente lasciato. White decide di andare a cercarla in facoltà e la vede mentre prova un ballo. Finite le prove, la ragazza vede White e, credendolo Black, prova a fermarlo ma White scappa. White di reca nel grattacielo di Todd per chiedergli consiglio e il ragazzo lo sprona a parlare con Eugene per scoprire se Black le avesse detto qualcosa.
All'università, White e Gram hanno una lezione, in comune con Sean, nella quale affrontano il concetto dell'esenzione dal pericolo della pena (impunity, in inglese). Il professore chiede di presentare degli esempi di esenzione della pena e Sean porta il caso di un'esecuzione extragiudiziale di un camionista della compagnia di Tawi nel 2018. Tawi fu scagionato dall'accusa di traffico di droga perché dichiaratosi estraneo alla vicenda e la polizia non fece ulteriori indagini né interrogò i testimoni. Il camionista fu usato come capro espiatorio.
Yok chiede a Sean se Namo lo abbia mai dipinto visto che stanno insieme, ma Sean nega e dice che non ha mai chiesto alla ragazza di mettersi insieme. Quella sera, tutti i ragazzi si ritrovano al garage di Gumpa per festeggiare la riuscita del piano e decide quello successivo. A vincere il diritto di scelta è White che però lascia il comando a Sean. Sean decide di colpire nuovamente Tawi ma senza rivelare il suo piano. White torna all'appartamento di Black e trova Eugene all'interno. Nella speranza di farsi dare qualche informazione utile, White si finge Black e fa ubriacare la ragazza. Non ottiene informazioni ma inizia a sospettare che Eugene nasconda qualcosa quando non risponde al cellulare. Eugene si addormenta e White vede un messaggio sul suo cellulare con una richiesta di incontrarsi. Il mattino dopo Eugene si sveglia e lascia l'appartamento per andare all'appuntamento. White la pedina e scopre che si deve incontrare con Gram. Che abbiano ferito loro Black?
- Ascolti: 0.2%*
- Votazione IMDb: 9 (media pesata), 9.8 (media aritmetica), 10 (moda).
- Votazione MyDramaList: 9.1

*Dato arrotondato per eccesso al decimale.

## Quinta puntata
- Diretto da: Anucha Boonyawatana
- Scritto da: Anucha Boonyawatana, Sureechay Kaewses, Rittikrai Kanjanawiphu

### Trama
Dopo aver seguito Eugene a un appuntamento segreto con Gram, White inizia a sospettare che i due abbiano agito alle spalle di Black e siano la ragione del suo coma. White chiama Todd per sapere la sua opinione ma il ragazzo non è convinto e gli consiglia di continuare ad indagare. White torna al garage e trova Namo addormentata sul letto di Sean. La ragazza se ne va e Sean e White litigano. All'università, White decide di passare più tempo con Gram per capire se possa veramente aver ferito Black e gli chiede di studiare insieme.
In vista della prossima missione, Gumpa allena i quattro ragazzi facendogli fare parkour per i tetti della città. White fatica a stare al passo e prova troppa paura per saltare da un palazzo all'altro. Gumpa lo incita e gli spiega che il suo è solo un problema di mentalità, deve abbandonare la paura che lo attanaglia. White pensa al coraggio di Sean e riesce a saltare. Dopo l'allenamento, Sean parla con Gumpa e nota che Black è cambiato molto negli ultimi tempi, ma Gumpa sottolinea che anche Sean è cambiato.
A casa di Gram, White ne approfitta per cercare degli indizi e trova un bigliettino con scritto "mi dispiace di aver pensato a te come a più di un'amicizia". White arriva alla conclusione che Gram sia innamorato di Black e non possa averlo ferito. Yok fa ricerche su UNAR e scopre da Namo che le sue opere si concentrano su argomenti che sono al centro dell'attenzione pubblica. White si incontra con Todd e gli parla delle sue scoperte. Todd gli chiede di tenerlo informato sulle loro prossime azioni ma Sean non ha ancora rivelato a nessuno il suo piano.
Yok trova nuovamente UNAR mentre dipinge un murale di protesta e i due finiscono per scappare insieme dalla polizia. UNAR riesce a scappare da Yok, ma il ragazzo gli ruba il portafoglio. Cercando un documento di identità scopre che si chiama Danai Ratchapakdee ed è un sottotenente della polizia. White riceve una chiamata da Sean ma mentre parlano qualcuno lo aggredisce. White si affretta al garage ma quando arriva viene preso alla sprovvista e catturato.
- Ascolti: 0.2%*
- Votazione IMDb: 9 (media pesata), 9.8 (media aritmetica), 10 (moda).
- Votazione MyDramaList: 9.1

*Dato arrotondato per eccesso al decimale.

## Sesta puntata
- Diretto da: Anucha Boonyawatana
- Scritto da: Anucha Boonyawatana, Sureechay Kaewses, Rittikrai Kanjanawiphu

### Trama
I rapitori lasciano Sean e White legati insieme e i due tentano di lavorare insieme per liberarsi. Uno dei rapitori li vede e minaccia White: o White rivela chi fa parte del loro gruppo o Sean muore. White dice la verità per salvare Sean e le luci si riaccendono. Era tutta una montatura creata da Sean e gli altri ragazzi per testarlo, i rapitori sono amici di Gumpa. Il gruppo litiga e White insiste che la loro causa non vale la morte di qualcuno. Sean spiega che nel suo piano non sono ammessi ripensamenti: si intrufoleranno nello stabilimento di bevande di Tawi e contamineranno la sua produzione con una sostanza amara ma non tossica. White mette in discussione il piano e come verrà visto agli occhi del pubblico ma Sean è irremovibile.
Successivamente, White cerca Sean per discutere nuovamente della questione e lo trova ubriaco. White insiste che, se anche dovessero morire per la loro causa, questo non cambierebbe effettivamente le cose. Nessuno saprebbe che cosa volevano dimostrare. Sean si arrabbia e dice che White non sa quanto questo piano significhi per lui, White controbatte che vuole aiutarlo ma nel modo giusto. Sean è troppo ubriaco per ascoltarlo. Quella notte Sean ha un altro incubo in cui sogna l'uccisione del padre. Era un camionista che trasportava droghe illegalmente quando è stato trovato dalla polizia e ucciso. Sean si era recato al distretto di polizia in cerca di risposte senza successo. White cerca invano di svegliarlo, Sean lo abbraccia mentre dorme e si calma.
Il mattino seguente, Sean si imbarazza nuovamente per aver abbracciato "Black" durante la notte e gli ordina di svegliarlo la prossima volta. Al garage, Sean spiega ai ragazzi il piano per infiltrarsi nel magazzino di Tawi e versare una sostanza amara nelle sue bibite. Yok e Gram dovranno fare da diversivo mentre Black e Sean si occupano delle telecamere e di versare la sostanza. White continua a protestare il piano perché coinvolge le persone innocenti che acquisteranno le bibite, ma ancora una volta non viene ascoltato.
Quella sera mettono in azione il piano. White e Sean trovano degli imprevisti e litigano sul metodo di risoluzione. Yok e Gram parlano mentre aspettano il loro momento e tutti e due ammettono di essere innamorati. White ha il compito di versare la sostanza amara mentre Sean controlla le telecamere, ma all'ultimo secondo cambia il piano, fotografa la sostanza vicino al macchinario senza versarla. Sean insegue White senza cancellare i video della sorveglianza e i due vengono scoperti da Techit, il pericoloso braccio destro di Tawi. Tutti i ragazzi riescono a scappare senza farsi seguire ma, una volta al sicuro, Sean aggredisce White per aver rovinato il piano.
- Guest star: Boss Thawatchanin Darayon (Techit)
- Ascolti: 0.102%
- Votazione IMDb: 9 (media pesata), 9.8 (media aritmetica), 10 (moda).
- Votazione MyDramaList: 9.2